# Mystus keletius
Mystus keletius és una espècie de peix de la família dels bàgrids i de l'ordre dels siluriformes que es troba a l'Índia i a Sri Lanka.
Els mascles poden assolir els 18 cm de longitud total.